# Дарьевская волость
Дарьевская волость — историческая административно-территориальная единица Миусского, затем Таганрогского округа Области Войска Донского с центром в слободе Дарьевка.
По состоянию на 1873 год состояла из слободы и 4 посёлков. Население — 2628 человек (1332 мужского пола и 1296 — женского), 384 дворовых хозяйства и 1 отдельный двор.
Крупнейшие поселения волости:
- Дарьевка — слобода у реки Нагольная в 180 верстах от окружной станицы и за 40 верст от Есауловской почтовой станции, 537 человек, 84 дворовых хозяйства, в хозяйствах насчитывались 21 плуг, 20 лошадей, 86 пар волов, 288 обыкновенных и 1200 тонкорунных овец;
- Платонов — посёлок у реки Нагольная в 172 верстах от окружной станицы и за 33 верст от Есауловской почтовой станции, 494 человека, 68 дворовых хозяйств;
- Благовское — посёлок у реки Нагольная в 173 верстах от окружной станицы и за 35 верст от Есауловской почтовой станции, 467 человек, 64 дворовых хозяйства;
- Новодарьевское — посёлок у реки Нагольная в 176 верстах от окружной станицы и в 56 верстах от Есауловской почтовой станции, 523 человека, 81 дворовое хозяйство;
- Марьевское — посёлок у реки Нагольная в 178 верстах от окружной станицы и в 38 верстах от Есауловской почтовой станции, 774 человека, 97 дворовых хозяйств и 1 отдельный дом.

Старшинами волости были: в 1905 году — Иван Васильевич Шумченко, в 1907 году — Василий Иванович Шкурка, в 1912 году — В. Л. Василенко.